# 特德·霍华德
特德·霍华德（英語：Ted Howard，1950年3月3日—）是一位美国公益人事和作家，主要作品有与杰里米·里夫金合著的《熵：一种新的世界观》（Entropy: A New World View）、《谁该扮演上帝？》（Who Should Play God?）等。